# Parma Calcio 2022 2022-2023
Questa voce raccoglie le informazioni riguardanti il Parma Calcio 2022 nelle competizioni ufficiali della stagione 2022-2023.

## Stagione
La stagione 2022-23 è stata la prima del Parma nella massima serie femminile, avvenuta grazie all'acquisto dell'Empoli Ladies FBC, arrivato nono nella passata stagione di Serie A. Il 30 ottobre, dopo la disputa dell'ottava giornata della prima fase di campionato e con la squadra al penultimo posto in classifica, l'allenatore Fabio Ulderici è stato sollevato dall'incarico.
In campionato la squadra ha concluso la stagione regolare all'ottavo posto, accedendo così alla poule salvezza, al termine della quale è scesa al decimo e ultimo posto con 16 punti conquistati, frutto di 3 vittorie, 7 pareggi e 16 sconfitte, venendo così retrocessa in Serie B. In Coppa Italia la squadra è stata eliminata già nei gironi eliminatori, dopo aver concluso al secondo posto il girone D con due pareggi contro Inter e Cesena.

## Divise e sponsor
Il fornitore tecnico per la stagione 2022-2023 è Erreà. Lo sponsor di maglia è Colser.

## Rosa
Rosa e numeri come da sito ufficiale.
| N. |                        | Ruolo | Calciatrice               |
| -- | ---------------------- | ----- | ------------------------- |
| 1  | Italia (bandiera)      | P     | Alessia Capelletti        |
| 3  | Italia (bandiera)      | D     | Sara Caiazzo              |
| 3  | Stati Uniti (bandiera) | A     | Mia Corbin                |
| 4  | Italia (bandiera)      | C     | Bianca Giulia Bardin      |
| 5  | Portogallo (bandiera)  | D     | Joana Marchão             |
| 6  | Francia (bandiera)     | C     | Alice Benoît              |
| 7  | Stati Uniti (bandiera) | D     | Antoinette Jewel Williams |
| 8  | Argentina (bandiera)   | C     | Dalila Ippólito           |
| 9  | Italia (bandiera)      | A     | Valeria Pirone (capitano) |
| 10 | Svezia (bandiera)      | A     | Marija Banusic            |
| 11 | Finlandia (bandiera)   | D     | Nora Heroum               |
| 12 | Italia (bandiera)      | P     | Gloria Ciccioli           |
| 14 | Croazia (bandiera)     | D     | Ana Jelenčić              |
| 15 | Italia (bandiera)      | D     | Ludovica Nicolini         |
| 17 | Italia (bandiera)      | D     | Arianna Acuti             |
| 18 | Italia (bandiera)      | C     | Ludovica Silvioni         |
| 19 | Islanda (bandiera)     | A     | Margrét Árnadóttir        |
| 20 | Lituania (bandiera)    | C     | Liucija Vaitukaitytė      |

| N. |                        | Ruolo | Calciatrice                |
| -- | ---------------------- | ----- | -------------------------- |
| 21 | Italia (bandiera)      | P     | Rebecca Tinti              |
| 22 | Italia (bandiera)      | C     | Emma Errico                |
| 24 | Italia (bandiera)      | A     | Melania Martinovic         |
| 25 | Italia (bandiera)      | C     | Aurora Remondini           |
| 26 | Italia (bandiera)      | P     | Giulia Zaghini             |
| 27 | Italia (bandiera)      | D     | Erika Santoro              |
| 28 | Italia (bandiera)      | A     | Giorgia Arrigoni           |
| 29 | Spagna (bandiera)      | A     | Paloma Lázaro              |
| 30 | Italia (bandiera)      | A     | Nicole Arcangeli           |
| 36 | Italia (bandiera)      | A     | Michela Cambiaghi          |
| 37 | Italia (bandiera)      | A     | Giulia Verrino             |
| 44 | Italia (bandiera)      | D     | Margherita Brscic          |
| 67 | Italia (bandiera)      | P     | Matilde Ravanetti          |
| 71 | Irlanda (bandiera)     | C     | Niamh Farrelly             |
| 73 | Inghilterra (bandiera) | D     | Danielle Cox               |
| 77 | Portogallo (bandiera)  | D     | Giovana Maia Ferreira Cruz |
| 82 | Italia (bandiera)      | C     | Gemma Puntoni              |
| 86 | Italia (bandiera)      | A     | Chiara Micheli             |

## Calciomercato

### Sessione estiva
| Acquisti | Acquisti                   | Acquisti         | Acquisti   |
| R.       | Nome                       | da               | Modalità   |
| -------- | -------------------------- | ---------------- | ---------- |
| P        | Alessia Capelletti         | Empoli           | svincolata |
| P        | Gloria Ciccioli            | Empoli           | svincolata |
| P        | Rebecca Tinti              |                  | svincolata |
| D        | Arianna Acuti              | Napoli           | svincolata |
| D        | Sara Caiazzo               | Juventus         | prestito   |
| D        | Danielle Cox               | Pomigliano       | svincolata |
| D        | Giovana Maia Ferreira Cruz | Empoli           | svincolata |
| D        | Nora Heroum                | Lazio            | definitivo |
| D        | Joana Marchão              | Sporting Lisbona | definitivo |
| D        | Ana Jelenčić               | Verona           | svincolata |
| D        | Ludovica Nicolini          | Empoli           | svincolata |
| D        | Erika Santoro              | Sassuolo         | svincolata |
| D        | Antoinette Jewel Williams  | IFK Kalmar       | definitivo |
| C        | Bianca Giulia Bardin       | Empoli           | svincolata |
| C        | Alice Benoît               | Sassuolo         | svincolata |
| C        | Emma Errico                | Napoli           | svincolata |
| C        | Niamh Farrelly             | Glasgow City     | definitivo |
| C        | Dalila Ippólito            | Pomigliano       | svincolata |
| C        | Gemma Puntoni              | Empoli           | svincolata |
| C        | Ludovica Silvioni          | Grifo Perugia    | svincolata |
| C        | Liucija Vaitukaitytė       | Pomigliano       | svincolata |
| A        | Marija Banusic             | Pomigliano       | svincolata |
| A        | Michela Cambiaghi          | Sassuolo         | svincolata |
| A        | Melania Martinovic         | Sampdoria        | svincolata |
| A        | Chiara Micheli             | Sassuolo         | svincolata |
| A        | Valeria Pirone             | Roma             | svincolata |
| A        | Giulia Verrino             |                  | svincolata |

| Cessioni | Cessioni | Cessioni | Cessioni |
| R.       | Nome     | a        | Modalità |
| -------- | -------- | -------- | -------- |

### Sessione invernale
| Acquisti | Acquisti           | Acquisti    | Acquisti   |
| R.       | Nome               | da          | Modalità   |
| -------- | ------------------ | ----------- | ---------- |
| D        | Margherita Brscic  | Juventus    | prestito   |
| A        | Nicole Arcangeli   | Juventus    | prestito   |
| A        | Margrét Árnadóttir | Þór/KA      | definitivo |
| A        | Mia Corbin         | Alajuelense | definitivo |
| A        | Paloma Lázaro      | Roma        | definitivo |

| Cessioni | Cessioni     | Cessioni | Cessioni      |
| R.       | Nome         | a        | Modalità      |
| -------- | ------------ | -------- | ------------- |
| D        | Sara Caiazzo | Juventus | fine prestito |

## Risultati

### Serie A

#### Prima fase

##### Girone di andata
| Arbitro: | Monaldi (Macerata) |

|                                                            |           |         |
| Van der Gragt 16’ Karchouni 44’ Marinelli 46’ Chawinga 78’ | Marcatori | 90’ Cox |

| Arbitro: | Turrini (Firenze) |

|                          |           |             |
| Cambiaghi 41’ Benoît 90’ | Marcatori | 20’ Pondini |

| Arbitro: | Giaccaglia (Jesi) |

|                            |           |                |
| Kaján 3’ (rig.) Catena 57’ | Marcatori | 54’ Martinovic |

| Arbitro: | Bordin (Bassano del Grappa) |

|  |           |                                                                |
|  | Marcatori | 16’ Bergamaschi 36’ Asllani 48’ Thrige Andersen 79’ K. Dubcová |

| Arbitro: | Panettella (Gallarate) |

|                                            |           |  |
| Haavi 16’, 61’ Roman 29’, 88’ Giacinti 33’ | Marcatori |  |

| Arbitro: | Petrella (Viterbo) |

|                                                   |           |           |
| Pavan 4’ Rizzon 50’ (rig.) Kubassova 84’ Beil 88’ | Marcatori | 18’ Acuti |

| Arbitro: | Diop (Treviglio) |

|                |           |                                 |
| Martinovic 70’ | Marcatori | 19’ Taty 58’ Konat 85’ Martínez |

| Bogliasco 30 ottobre 2022, ore 14:30 CET 8ª giornata | Sampdoria        | 0 – 0 referto | Parma | Campo sportivo Tre Campanili (200 spett.)\| Arbitro: \| Restaldo (Ivrea) \| |
| Arbitro:                                             | Restaldo (Ivrea) |               |       |                                                                             |

| Arbitro: | Calzavara (Varese) |

|                |           |                                   |
| Martinovic 19’ | Marcatori | 90+2’ Boattin 90+6’ Gunnarsdóttir |

##### Girone di ritorno
| Arbitro: | Rinaldi (Bassano del Grappa) |

|                            |           |                                |
| Martinovic 32’ Banusic 59’ | Marcatori | 70’ Van der Gragt 80’ Chawinga |

| Arbitro: | Ceriello (Chiari) |

|                           |           |                            |
| Clelland 8’ Goldoni 90+4’ | Marcatori | 13’ Martinovic 82’ Banusic |

| Arbitro: | Saia (Palermo) |

|  |           |                                                     |
|  | Marcatori | 38’, 75’ Jóhannsdóttir 57’ (rig.) Kaján 70’ Boquete |

| Arbitro: | Angelucci (Foligno) |

|                             |           |  |
| Piemonte 44’ Árnadóttir 58’ | Marcatori |  |

| Arbitro: | Fiero (Pistoia) |

|                          |           |                                           |
| Martinovic 5’ Bardin 43’ | Marcatori | 8’ Haavi 19’ Giacinti 76’ (rig.) Andressa |

| Arbitro: | Mucera (Palermo) |

|            |           |  |
| Corbin 48’ | Marcatori |  |

| Palma Campania 4 febbraio 2023, ore 14:30 CET 16ª giornata | Pomigliano        | 0 – 0 referto | Parma | Stadio comunale\| Arbitro: \| Baratta (Rossano) \| |
| Arbitro:                                                   | Baratta (Rossano) |               |       |                                                    |

| Arbitro: | Perri (Roma 1) |

|                              |           |                       |
| Lázaro 12’, 48’ Farrelly 36’ | Marcatori | 83’ (rig.) Bonfantini |

| Arbitro: | Pacella (Roma 2) |

|                          |           |               |
| Bonansea 17’ Girelli 22’ | Marcatori | 80’ Cambiaghi |

#### Poule salvezza

##### Girone d'andata
| Arbitro: | Di Francesco (Ostia) |

|                                                   |           |              |
| Martínez 45+2’ Taty 65’, 72’ (rig.) Corelli 90+5’ | Marcatori | 45+4’ Lázaro |

| Arbitro: | Caldera (Como) |

|  |           |               |
|  | Marcatori | 76’ Tomaselli |

| Arbitro: | Gauzolino (Torino) |

|             |           |  |
| Beccari 58’ | Marcatori |  |

| Arbitro: | Sfira (Pordenone) |

|            |           |                |
| Bardin 14’ | Marcatori | 36’ Bonfantini |

| 23 aprile 2023 5ª giornata |  | – (turno di riposo) |  |  |

##### Girone di ritorno
| Arbitro: | Pezzopane (L'Aquila) |

|                          |           |                     |
| Corbin 78’ Cambiaghi 88’ | Marcatori | 49’, 90+2’ Martínez |

| Arbitro: | Maggio (Lodi) |

|                                                                        |           |                                                |
| Pleidrup 18’ Monterubbiano 43’, 50’ Clelland 58’ Sabatino 90+2’ (rig.) | Marcatori | 1’ Heroum 47’ Corbin 59’ Cambiaghi 66’ Banusic |

| Arbitro: | Kumara (Verona) |

|                          |           |                  |
| Banusic 7’ Cambiaghi 41’ | Marcatori | 71’, 90’ Linberg |

| Arbitro: | Scatena (Avezzano) |

|                                                  |           |  |
| Cox 32’ (aut.) Bonfantini 42’ (rig.) Tarenzi 67’ | Marcatori |  |

| 27 maggio 2023 10ª giornata |  | – (turno di riposo) |  |  |

### Coppa Italia

#### Gironi eliminatori
| Arbitro: | Boiani (Pesaro) |

|                                                        |           |                                                                     |
| Costi 58’ Distefano 76’, 87’ Cuciniello 78’ Ploner 81’ | Marcatori | 22’ (rig.) Martinovic 29’ Cambiaghi 36’ Acuti 55’ Bardin 64’ Pirone |

| Arbitro: | Migliorini (Verona) |

|             |           |                    |
| Banusic 89’ | Marcatori | 65’ (rig.) Bonetti |

## Statistiche

### Statistiche di squadra
| Competizione | Punti | In casa | In casa | In casa | In casa | In casa | In casa | In trasferta | In trasferta | In trasferta | In trasferta | In trasferta | In trasferta | Totale | Totale | Totale | Totale | Totale | Totale | DR  |
| Competizione | Punti | G       | V       | N       | P       | Gf      | Gs      | G            | V            | N            | P            | Gf           | Gs           | G      | V      | N      | P      | Gf     | Gs     | DR  |
| ------------ | ----- | ------- | ------- | ------- | ------- | ------- | ------- | ------------ | ------------ | ------------ | ------------ | ------------ | ------------ | ------ | ------ | ------ | ------ | ------ | ------ | --- |
| Serie A      | 16    | 13      | 3       | 4       | 6       | 17      | 26      | 13           | 0            | 3            | 10           | 11           | 34           | 26     | 3      | 7      | 16     | 28     | 60     | -32 |
| Coppa Italia | -     | 1       | 0       | 1       | 0       | 1       | 1       | 1            | 0            | 1            | 0            | 5            | 5            | 2      | 0      | 2      | 0      | 6      | 6      | 0   |
| Totale       | 16    | 14      | 3       | 5       | 6       | 18      | 27      | 14           | 0            | 4            | 10           | 16           | 39           | 28     | 3      | 9      | 16     | 34     | 66     | -32 |

### Andamento in campionato
Prima fase
| Giornata  | 1 | 2 | 3 | 4 | 5 | 6 | 7 | 8 | 9  | 10 | 11 | 12 | 13 | 14 | 15 | 16 | 17 | 18 |
| --------- | - | - | - | - | - | - | - | - | -- | -- | -- | -- | -- | -- | -- | -- | -- | -- |
| Luogo     | T | C | T | C | T | T | C | T | C  | C  | T  | C  | T  | C  | C  | T  | C  | T  |
| Risultato | P | V | P | P | P | P | P | N | P  | N  | N  | P  | P  | P  | V  | N  | V  | P  |
| Posizione | 9 | 6 | 6 | 7 | 7 | 8 | 9 | 9 | 10 | 10 | 10 | 10 | 10 | 10 | 10 | 9  | 8  | 8  |

Legenda:

Luogo: C = Casa; T = Trasferta. Risultato: V = Vittoria; N = Pareggio; P = Sconfitta.
Poule salvezza
| Giornata  | 1 | 2 | 3 | 4 | 5  | 6 | 7 | 8 | 9  | 10 |
| --------- | - | - | - | - | -- | - | - | - | -- | -- |
| Luogo     | T | C | T | C | –  | C | T | C | T  | –  |
| Risultato | P | P | P | N | –  | N | P | N | P  | –  |
| Posizione | 8 | 9 | 9 | 9 | 10 | 9 | 9 | 9 | 10 | 10 |

Legenda:

Luogo: C = Casa; T = Trasferta. Risultato: V = Vittoria; N = Pareggio; P = Sconfitta.

### Statistiche delle giocatrici
| Giocatore       | Serie A  | Serie A | Serie A     | Serie A    | Coppa Italia | Coppa Italia | Coppa Italia | Coppa Italia | Totale   | Totale | Totale      | Totale     |
| Giocatore       | Presenze | Reti    | Ammonizioni | Espulsioni | Presenze     | Reti         | Ammonizioni  | Espulsioni   | Presenze | Reti   | Ammonizioni | Espulsioni |
| --------------- | -------- | ------- | ----------- | ---------- | ------------ | ------------ | ------------ | ------------ | -------- | ------ | ----------- | ---------- |
| A. Acuti        | 10       | 1       | 0           | 0          | 1            | 1            | 0            | 0            | 11       | 2      | 0           | 0          |
| N. Arcangeli    | 12       | 0       | 0           | 0          | 1            | 0            | 0            | 0            | 13       | 0      | 0           | 0          |
| M. Árnadóttir   | 5        | 0       | 0           | 0          | 0            | 0            | 0            | 0            | 5        | 0      | 0           | 0          |
| G. Arrigoni     | 19       | 0       | 2           | 0          | 1            | 0            | 0            | 0            | 20       | 0      | 2           | 0          |
| M. Banusic      | 13       | 4       | 0           | 0          | 1            | 1            | 0            | 0            | 14       | 5      | 0           | 0          |
| B.G. Bardin     | 26       | 2       | 1           | 0          | 2            | 1            | 1            | 0            | 28       | 3      | 2           | 0          |
| A. Benoît       | 20       | 1       | 1           | 0          | 1            | 0            | 0            | 0            | 21       | 1      | 1           | 0          |
| M. Brscic       | 0        | 0       | 0           | 0          | 0            | 0            | 0            | 0            | 0        | 0      | 0           | 0          |
| S. Caiazzo      | 5        | 0       | 2           | 0          | 1            | 0            | 0            | 0            | 6        | 0      | 2           | 0          |
| M. Cambiaghi    | 24       | 5       | 3           | 0          | 2            | 1            | 0            | 0            | 26       | 6      | 3           | 0          |
| A. Capelletti   | 19       | -42     | 1           | 0          | 0            | 0            | 0            | 0            | 19       | -42    | 1           | 0          |
| G. Ciccioli     | 8        | -18     | 0           | 0          | 2            | -6           | 0            | 0            | 10       | -24    | 0           | 0          |
| M. Corbin       | 12       | 3       | 0           | 0          | 0            | 0            | 0            | 0            | 12       | 3      | 0           | 0          |
| D. Cox          | 22       | 1       | 3           | 0          | 1            | 0            | 0            | 0            | 23       | 1      | 3           | 0          |
| E. Errico       | 0        | 0       | 0           | 0          | 0            | 0            | 0            | 0            | 0        | 0      | 0           | 0          |
| N. Farrelly     | 20       | 1       | 4           | 0          | 2            | 0            | 0            | 0            | 22       | 1      | 4           | 0          |
| N. Heroum       | 25       | 1       | 3           | 0          | 1            | 0            | 0            | 0            | 26       | 1      | 3           | 0          |
| D. Ippólito     | 4        | 0       | 0           | 0          | 0            | 0            | 0            | 0            | 4        | 0      | 0           | 0          |
| A. Jelenčić     | 20       | 0       | 7           | 0          | 1            | 0            | 0            | 1            | 21       | 0      | 7           | 1          |
| P. Lázaro       | 12       | 3       | 1           | 0          | 0            | 0            | 0            | 0            | 12       | 3      | 1           | 0          |
| G. Maia         | 15       | 0       | 3           | 0          | 1            | 0            | 0            | 0            | 16       | 0      | 3           | 0          |
| J. Marchão      | 16       | 0       | 2           | 0          | 1            | 0            | 0            | 0            | 17       | 0      | 2           | 0          |
| M. Martinovic   | 24       | 6       | 2           | 0          | 2            | 1            | 0            | 0            | 26       | 7      | 2           | 0          |
| C. Micheli      | 1        | 0       | 0           | 0          | 0            | 0            | 0            | 0            | 1        | 0      | 0           | 0          |
| L. Nicolini     | 3        | 0       | 0           | 0          | 1            | 0            | 0            | 0            | 4        | 0      | 0           | 0          |
| V. Pirone       | 10       | 0       | 6           | 0          | 1            | 1            | 0            | 0            | 11       | 1      | 6           | 0          |
| G. Puntoni      | 0        | 0       | 0           | 0          | 1            | 0            | 0            | 0            | 1        | 0      | 0           | 0          |
| M. Ravanetti    | 0        | 0       | 0           | 0          | 0            | 0            | 0            | 0            | 0        | 0      | 0           | 0          |
| A. Remondini    | 0        | 0       | 0           | 0          | 0            | 0            | 0            | 0            | 0        | 0      | 0           | 0          |
| E. Santoro      | 23       | 0       | 5           | 0          | 2            | 0            | 0            | 0            | 25       | 0      | 5           | 0          |
| L. Silvioni     | 7        | 0       | 0           | 0          | 1            | 0            | 0            | 0            | 8        | 0      | 0           | 0          |
| R. Tinti        | 0        | 0       | 0           | 0          | 0            | 0            | 0            | 0            | 0        | 0      | 0           | 0          |
| L. Vaitukaitytė | 9        | 0       | 0           | 0          | 1            | 0            | 0            | 0            | 10       | 0      | 0           | 0          |
| G. Verrino      | 1        | 0       | 0           | 0          | 0            | 0            | 0            | 0            | 1        | 0      | 0           | 0          |
| A.J. Williams   | 11       | 0       | 1           | 0          | 2            | 0            | 0            | 0            | 13       | 0      | 1           | 0          |